# UFC 235
UFC 235: Jones vs. Smith var en MMA-gala som arrangerades av Ultimate Fighting Championship och ägde rum 2 mars 2019 i Dallas i USA.

## Resultat
1. ↑  Titelmatch i lätt tungvikt.
2. ↑  Titelmatch i weltervikt.